# Podura
Podura is een geslacht van springstaarten uit de familie Poduridae en telt vier soorten.

## Taxonomie
- Podura aquatica - Linnaeus, 1758
- Podura fuscata - Koch & Berendt, 1854
- Podura infernalis - Motschulski, 1850
- Podura pulchra - Koch & Berendt, 1854